# Liste der Baudenkmäler in Leutenbach (Oberfranken)
Auf dieser Seite sind die Baudenkmäler in der oberfränkischen Gemeinde Leutenbach zusammengestellt. Diese Tabelle ist eine Teilliste der Liste der Baudenkmäler in Bayern. Grundlage ist die Bayerische Denkmalliste, die auf Basis des Bayerischen Denkmalschutzgesetzes vom 1. Oktober 1973 erstmals erstellt wurde und seither durch das Bayerische Landesamt für Denkmalpflege geführt wird. Die folgenden Angaben ersetzen nicht die rechtsverbindliche Auskunft der Denkmalschutzbehörde.

## Baudenkmäler nach Gemeindeteilen

### Dietzhof
| Lage                   | Objekt                       | Beschreibung | Akten-Nr.              | Bild             |
| ---------------------- | ---------------------------- | --- | ---------------------- | ---------------- |
| Dietzhof 9 (Standort)  | Wegkreuz                     | Holzkreuz mit Korpus, 19. Jahrhundert.                                                                                   | D-4-74-147-19          | BW               |
| Dietzhof 10 (Standort) | Kruzifix                     | Sandsteinkreuz auf Inschriftsockel, bezeichnet 1911; im Vorgarten.                                                       | D-4-74-147-21          | BW               |
| Dietzhof 42 (Standort) | Gasthaus Raimund             | Eingeschossiger giebelständiger Fachwerkbau, Satteldach, bezeichnet 1747, zweigeschossiger Anbau nachträglich.           | D-4-74-147-18 Wikidata | Gasthaus Raimund |
| Dietzhof 46 (Standort) | Hauskruzifix                 | Holzkreuz mit Korpus, 19. Jahrhundert.                                                                                   | D-4-74-147-17          | BW               |
| Paintäcker (Standort)  | Feldkapelle                  | Dreiseitig geschlossener Sandsteinquaderbau, Satteldach, neugotisch, 1865.                                               | D-4-74-147-23          | BW               |
| Paintäcker (Standort)  | Sockel einer Sandsteinmarter | 17./18. Jahrhundert; heute neben der Feldkapelle.                                                                        | D-4-74-147-24          | BW               |
| Paintäcker (Standort)  | Marter                       | Ionische Säule, Bildfelder mit Vierpassen, darüber Muschelgiebeln, wohl 19. Jahrhundert; an der Straße nach Ziegelhütte. | D-4-74-147-22          | Marter           |

### Leutenbach
| Lage                                 | Objekt                              | Beschreibung | Akten-Nr.             | Bild           |
| ------------------------------------ | ----------------------------------- | --- | --------------------- | -------------- |
| Am Kirchplatz 3 (Standort)           | Katholische Pfarrkirche St. Jakobus | Massive Saalkirche, verputzt, Chorturm mit Spitzhelm und Ecktürmchen 15. Jahrhundert, Langhaus und eingezogener Chor mit flach geneigtem Satteldach, neugotisch, 1884/86 von Friedrich Kratzer und Franz Joseph Ritter von Denzinger; mit Ausstattung | D-4-74-147-1          | weitere Bilder |
| Am Kirchplatz 4 (Standort)           | Fachwerkstadel                      | Satteldach mit Krüppel- und Fußwalm, 18. Jahrhundert. | D-4-74-147-3 Wikidata | Fachwerkstadel |
| Am Kirchplatz 13 (Standort)          | Kreuzschlepper                      | Sandsteinskulptur, bezeichnet 1774; am Ausgang des alten Kirchenpfades nach Kirchehrenbach. | D-4-74-147-13         | BW             |
| Am Pfarrgarten 4 (Standort)          | Pfarrhaus                           | Zweigeschossiger Walmdachbau, massiv, verputzt, 1738 von Johann Jakob Michael Küchel, Umbauten 1780; mit Ausstattung. | D-4-74-147-5          | BW             |
| Dorfstraße 2 (Standort)              | Fachwerkstadel                      | Satteldach mit Klebdach und Fußwalm, bezeichnet 1841. | D-4-74-147-8          | BW             |
| Dorfstraße 3 (Standort)              | Fachwerkstadel                      | Satteldachbau, verputzt mit freiliegendem Giebel, 18. Jahrhundert. | D-4-74-147-9          | BW             |
| Dorfstraße 10 (Standort)             | Stadel                              | Massiv mit Fachwerkgiebel, Satteldach mit Fußwalm und Klebdach, 18. Jahrhundert. | D-4-74-147-10         | BW             |
| Dorfstraße 15 (Standort)             | Hausfigur                           | Hl. Sebastian, Holz, 17. Jahrhundert (wohl 1607). | D-4-74-147-11         | BW             |
| Ehrenbürgstraße 4 (Standort)         | Fachwerkscheune der Sägemühle       | Satteldachbau, Fachwerk über massivem Sockel, Eckpfosten bezeichnet 1605, Erweiterung im 17. Jahrhundert; siehe auch eingemauerte Marter. | D-4-74-147-54         | BW             |
| Ehrenbürgstraße 4 (Standort)         | Marter                              | Eingemauerte ionische Sandsteinsäule, bezeichnet 1745; in Nebengebäude der Sägemühle eingemauert. | D-4-74-147-4          | BW             |
| Hoher Steg (Standort)                | Kreuzschlepper                      | Sandsteinskulptur, bezeichnet 1744. | D-4-74-147-12         | BW             |
| Hohes Fleckfeld (Standort)           | Sogenannte Metzgermarter            | Sockel, Sandstein, 17./18. Jahrhundert; am alten Kirchenpfad nach Kirchehrenbach. | D-4-74-147-15         | BW             |
| Kirchehrenbacher Straße 1 (Standort) | Wegkreuz                            | Sandstein auf Inschriftsockel, bezeichnet 1927. | D-4-74-147-2          | BW             |
| Nähe Friedhofstraße (Standort)       | Friedhofskreuz, Friedhofskapelle    | Sandstein, Korpus und Assistenzfigur am Kreuzfuß gefasst, um 1915; Friedhofskapelle, massiver Satteldachbau, neugotisch, um 1920. | D-4-74-147-52         | BW             |
| Sankt-Moritz-Straße 1 (Standort)     | Nepomukfigur                        | Sandsteinstatue, Mitte 18. Jahrhundert. | D-4-74-147-7          | BW             |
| Zeile (Standort)                     | Marter                              | Sandsteinsäule, Rosettengiebel, 17. Jahrhundert. | D-4-74-147-14         | BW             |

### Mittelehrenbach
| Lage                                           | Objekt                                | Beschreibung | Akten-Nr.     | Bild                                  |
| ---------------------------------------------- | ------------------------------------- | --- | ------------- | ------------------------------------- |
| In Mittelehrenbach (Standort)                  | Laufbrunnen                           | Brunnenstock in Form einer Säule an querrechteckigem Becken, Gusseisen, bezeichnet 1893. | D-4-74-147-44 | Laufbrunnen                           |
| Mittelehrenbach 19 (Standort)                  | Fachwerkstadel                        | Satteldach mit Schopfwalm und Klebdächern, bezeichnet 1851. | D-4-74-147-38 | BW                                    |
| Mittelehrenbach 21 (Standort)                  | Bauernhaus                            | Eingeschossiger giebelständiger Satteldachbau, Fachwerk, 18. Jahrhundert. | D-4-74-147-41 | BW                                    |
| Mittelehrenbach 30 (Standort)                  | Holzkreuz                             | Am Stamm applizierte Reliefs, bezeichnet 1919. | D-4-74-147-35 | BW                                    |
| Mittelehrenbach 34 (Standort)                  | Fachwerkstadel                        | Fachwerkstadel, Satteldach, Mitte 19. Jahrhundert. | D-4-74-147-34 | BW                                    |
| Mittelehrenbach 36 (Standort)                  | Katholische Filialkirche St. Wendelin | Kleiner Satteldachbau mit Spitzhelmdachreiter und offener Vorhalle, massiv verputzt, 1925 nach Plänen von Johann Blank; mit Ausstattung | D-4-74-147-25 | Katholische Filialkirche St. Wendelin |
| Mittelehrenbach 37 (Standort)                  | Bauernhof                             | Erdgeschossiges Bauernhaus, Fachwerk verputzt, Satteldach, zweites Viertel 19. Jahrhundert; Fachwerkstadel, Satteldach, zweites Viertel 19. Jahrhundert.                                                                                         | D-4-74-147-42 | Bauernhof                             |
| Mittelehrenbach 56 (Standort)                  | Zwei Fachwerkstadel                   | Satteldach mit verbrettertem Giebel, 18. Jahrhundert. | D-4-74-147-33 | BW                                    |
| Mittelehrenbach 68 (Standort)                  | Ehemaliges Gemeindehaus               | Giebelständiger erdgeschossiger Satteldachbau, massiv mit Fachwerkgiebel und Firstreiter, Schopfwalm und Klebdächer, bezeichnet 1848. | D-4-74-147-32 | BW                                    |
| Mittelehrenbach 72 (Standort)                  | Fachwerkstadel                        | Mit Fußwalmdach, 18. Jahrhundert, mit Veränderungen 19. Jahrhundert. | D-4-74-147-31 | BW                                    |
| Mittelehrenbach 74 (Standort)                  | Wohnstallhaus                         | Eingeschossiger giebelständiger Satteldachbau, Wohnteil in Fachwerk, Stallteil massiv, 18. Jahrhundert. | D-4-74-147-30 | BW                                    |
| Mittelehrenbach 75 (Standort)                  | Bauernhaus                            | Wohnstallhaus, erdgeschossiger giebelständiger Satteldachbau, Wohnteil Fachwerk mit verschiefertem Giebel, Stallteil massiv, erstes Viertel 19. Jahrhundert; zugehöriger Stadel, Massivbau mit Fachwerkgiebeln und Klebdächern, 18. Jahrhundert. | D-4-74-147-43 | BW                                    |
| Mittelehrenbach 76 (Standort)                  | Fachwerkstadel                        | Zugehörig Fachwerkstadel, 18. Jahrhundert | D-4-74-147-29 | BW                                    |
| Mittelehrenbach 80 (Standort)                  | Wohnstallhaus                         | Zweigeschossiger Frackdachbau, Erdgeschoss massiv, Obergeschoss in Fachwerk, Giebel mit Klebdächern, bezeichnet 1833. | D-4-74-147-28 | BW                                    |
| Mittelehrenbach 84 (Standort)                  | Bauernhaus                            | Zweigeschossiger Frackdachbau, Erdgeschoss massiv, Obergeschoss in Fachwerk, Giebel mit Klebdächern, Mitte 19. Jahrhundert. | D-4-74-147-27 | BW                                    |
| Mittelehrenbach 100 (Standort)                 | Bauernhaus                            | Wohnstallhaus, Frackdachbau, Erdgeschoss massiv verputzt, Obergeschoss Fachwerk, Anfang 19. Jahrhundert. | D-4-74-147-36 | BW                                    |
| Mittelehrenbach 108 (Standort)                 | Fachwerkstadel                        | Zugehörig Fachwerkstadel, Satteldach, bezeichnet 1807 | D-4-74-147-37 | BW                                    |
| Mittelehrenbach 211 (Standort)                 | Wassermühle                           | Zweigeschossig, massiv und Fachwerk, Satteldach auf Winkelgrundriss, 18. Jahrhundert. | D-4-74-147-26 | BW                                    |
| Mittelehrenbach 301 (Standort)                 | Wegkreuz                              | Holz, 19. Jahrhundert. | D-4-74-147-39 | weitere Bilder                        |
| Von Leutenbach nach Mittelehrenbach (Standort) | Feldkapelle                           | Massiv, verputzt, Satteldach, bezeichnet 1794. | D-4-74-147-53 | BW                                    |

### Oberehrenbach
| Lage                                     | Objekt                 | Beschreibung | Akten-Nr.     | Bild           |
| ---------------------------------------- | ---------------------- | --- | ------------- | -------------- |
| In Oberehrenbach (Standort)              | Laufbrunnen            | Quadratisches Becken mit abgeschrägten Ecken, auf dem Brunnenstock mit vier wasserspeienden Löwenköpfen, Marienfigur, Gusseisen, um 1890. | D-4-74-147-45 | weitere Bilder |
| Oberehrenbach 60 (Standort)              | Wegkreuz               | Mit applizierten Reliefs christlicher Symbole am Stamm, Holz, 19. Jahrhundert.                                                            | D-4-74-147-46 | BW             |
| Von der Kr FO 14 nach Haidhof (Standort) | Dreifaltigkeitskapelle | Straßenkapelle, Sandsteinquaderbau mit Satteldach, teilverputzt, neugotisch, um 1800; mit Ausstattung                                     | D-4-74-147-47 | weitere Bilder |

### Seidmar
| Lage                 | Objekt       | Beschreibung                                                                                 | Akten-Nr.              | Bild         |
| -------------------- | ------------ | -------------------------------------------------------------------------------------------- | ---------------------- | ------------ |
| Seidmar 3 (Standort) | Wohnstallbau | Zweigeschossiger Satteldachbau, massives Erdgeschoss, Fachwerkobergeschoss, 18. Jahrhundert. | D-4-74-147-51 Wikidata | Wohnstallbau |

### St. Moritz
| Lage                 | Objekt                              | Beschreibung | Akten-Nr.     | Bild           |
| -------------------- | ----------------------------------- | --- | ------------- | -------------- |
| Burgstein (Standort) | Katholische Filialkirche St. Moritz | Saalkirche mit Rechteckchor, massiv mit Satteldach, Turm mit Spitzhelm, Chor und Kern des Westbaus um 1400, Langhaus und Turm erste Hälfte 17. Jahrhundert; mit Ausstattung; ummauerter Kirchhof, Naturstein, im Kern spätmittelalterlich; ehemalige Einsiedelei, eingeschossig mit Satteldach, um 1750, um 1970 zur Leichenhalle erweitert. | D-4-74-147-48 | weitere Bilder |
| Burgstein (Standort) | Marter                              | Sandsteinsäule, Rundbogengiebel mit eingeschriebenem Blattschmuck, wohl 17. Jahrhundert. | D-4-74-147-50 | BW             |
| Burgstein (Standort) | Moritzbrunnen                       | Kleiner verputzter Kapellenbau, Satteldach mit geschweiftem Giebel, Mitte 18. Jahrhundert; mit Ausstattung. | D-4-74-147-49 | Moritzbrunnen  |

## Abgegangene Baudenkmäler
In diesem Abschnitt sind Objekte aufgeführt, die früher einmal in der Denkmalliste eingetragen waren, jetzt aber nicht mehr existieren, z. B. weil sie abgebrochen wurden. Aktennummern in diesem Abschnitt sind ehemalige, jetzt nicht mehr gültige Aktennummern.

| Lage                                           | Objekt     | Beschreibung | Akten-Nr.     | Bild           |
| ---------------------------------------------- | ---------- | --- | ------------- | -------------- |
| Mittelehrenbach Mittelehrenbach 301 (Standort) | Bauernhaus | Wohnstallhaus, eingeschossiger Putzbau mit Satteldach, wohl massiv und Fachwerk, erstes Viertel 19. Jahrhundert (das Wegkreuz ist erhalten und weiterhin als D-4-74-147-39 in der Denkmalliste eingetragen) | D-4-74-147-39 | weitere Bilder |